# Mistrzostwa Świata w Boksie 2011
16. Mistrzostwa Świata w Boksie – mistrzostwa świata w boksie, które odbyły się w dniach 26 września − 8 października 2011 roku w Kompleksie Sportowo-Koncertowym im. Heydəra Əliyeva w Baku. Zawody stanowiły jednocześnie turniej eliminacyjny na igrzyska olimpijskie w Londynie (wstępną kwalifikację zapewniło sobie 10 najlepszych bokserów z każdej kategorii wagowej − z wyjątkiem ciężkiej i superciężkiej, w których zakwalifikowało się najlepszych 6).

## Rezultaty

### Medaliści
| Kategoria wagowa              | Złoto                 | Srebro               | Brąz                                    |
| Waga papierowa (-49 kg)       | Zou Shiming           | Shin Jong-hun        | Pürewdordżijn Serdamba Dawid Ajrapetian |
| Waga musza (-52 kg)           | Misza Ałojan          | Andrew Selby         | Rau’shee Warren Jasurbek Latipov        |
| Waga kogucia (-56 kg)         | Lázaro Álvarez        | Luke Campbell        | John Joe Nevin Anwar Junusow            |
| Waga lekka (-60 kg)           | Wasyl Łomaczenko¹     | Yasniel Toledo       | Domenico Valentino Gani Żajłauow        |
| Waga lekkopółśrednia (-64 kg) | Éverton Lopes         | Denys Berinczyk      | Vincenzo Mangiacapre Thomas Stalker     |
| Waga półśrednia (-69 kg)      | Taras Szełestiuk      | Seryk Säpijew        | Vikas Krishan Egidijus Kavaliauskas     |
| Waga średnia (-75 kg)         | Jewhen Chytrow        | Ryōta Murata         | Bogdan Juratoni Esquiva Falcão          |
| Waga półciężka (-81 kg)       | Julio de la Cruz      | Ädylbek Nijazymbetow | Jegor Miechoncew Elshod Rasulov         |
| Waga ciężka (-91 kg)          | Ołeksandr Usyk        | Teymur Məmmədov      | Siarhiej Karniejeu Wang Xuanxuan        |
| Waga superciężka (+91 kg)     | Məhəmmədrəsul Məcidov | Anthony Joshua       | Iwan Dyczko Erik Pfeifer                |

¹ Mistrz olimpijski i świata Wasyl Łomaczenko pierwotnie przegrał w 1/8 finału na punkty (19:20) z Brazylijczykiem Robsonem Conceição i tym samym nie zakwalifikował się na Igrzyska Olimpijskie 2012. Ekipa ukraińska wniosła oficjalny protest, argumentując, że błędne decyzje sędziego ringowego wypaczyły wynik walki. AIBA przychyliła się do niego i w bezprecedensowy sposób zmieniła rezultat na 20:19 na korzyść Łomaczenki.

### Tabela medalowa
| Miejsce | Państwo           |    |    |    | Razem |
| ------- | ----------------- | -- | -- | -- | ----- |
| 1       | Ukraina           | 4  | 1  | 0  | 5     |
| 2       | Kuba              | 2  | 1  | 0  | 3     |
| 3       | Azerbejdżan       | 1  | 1  | 0  | 2     |
| 4       | Rosja             | 1  | 0  | 2  | 3     |
| 5       | Brazylia          | 1  | 0  | 1  | 2     |
| 5       | Chiny             | 1  | 0  | 1  | 2     |
| 7       | Kazachstan        | 0  | 2  | 2  | 4     |
| 8       | Anglia            | 0  | 2  | 1  | 3     |
| 9       | Japonia           | 0  | 1  | 0  | 1     |
| 9       | Korea Południowa  | 0  | 1  | 0  | 1     |
| 9       | Walia             | 0  | 1  | 0  | 1     |
| 12      | Uzbekistan        | 0  | 0  | 2  | 2     |
| 12      | Włochy            | 0  | 0  | 2  | 2     |
| 14      | Białoruś          | 0  | 0  | 1  | 1     |
| 14      | Indie             | 0  | 0  | 1  | 1     |
| 14      | Irlandia          | 0  | 0  | 1  | 1     |
| 14      | Litwa             | 0  | 0  | 1  | 1     |
| 14      | Mongolia          | 0  | 0  | 1  | 1     |
| 14      | Niemcy            | 0  | 0  | 1  | 1     |
| 14      | Rumunia           | 0  | 0  | 1  | 1     |
| 14      | Stany Zjednoczone | 0  | 0  | 1  | 1     |
| 14      | Tadżykistan       | 0  | 0  | 1  | 1     |
| Razem   |                   | 10 | 10 | 20 | 40    |

## Skład i wyniki reprezentantów Polski[3]
- 49 kg -
  - 1/32: Łukasz Maszczyk –  Ahmed Fahad al-Faifi 23:6
  - 1/16: Łukasz Maszczyk -  Farhad Sharifi 28:14
  - 1/8: Łukasz Maszczyk -  Dawid Ajrapetian 7:24
- 52 kg − 
  - 1/32: Piotr Gudel –  Salomo N'Tuve 7:23
- 56 kg − 
  - 1/32: Dawid Michelus –  Ruwan Weerakkodiy 13:5
  - 1/16: Dawid Michelus -  Detelin Dalaklijew 7:19
- 60 kg − 
  - 1/32: Michał Chudecki –  Robson Conceicao 7:16
- 64 kg − 
  - 1/32: Michał Syrowatka –  Éverton Lopes 8:19
- 69 kg − 
  - 1/32: Kamil Szeremeta –  Onder Sipal 10:14
- 75 kg − 
  - 1/32: Tomasz Jabłoński –  Danijel Topalović 16:9
  - 1/16: Tomasz Jabłoński -  Andranik Hakobjan 12:18
- 81 kg − 
  - 1/32: Igor Jakubowski –  Felix Manuel Valera 16:14
  - 1/16:  Ehsan Rozbahani – Igor Jakubowski RSCI 3
- 91 kg − 
  - 1/16: Michał Olaś –  Siarhiej Karniejeu 14:26
- +91 kg − 
  - 1/16: Patryk Brzeski –  Erik Pfeifer 9:30